# 22 tháng 9
Ngày 22 tháng 9 là ngày thứ 265 (266 trong năm nhuận) trong lịch Gregory. Còn 100 ngày trong năm.

## Sự kiện
- 189 – Hoạn quan phục kích sát hại Hà Tiến, kết thúc thời kỳ ngoại thích chuyên quyền của triều Đông Hán.
- 904 – Sau khi đoạt quyền kiểm soát triều đình trên thực tế, Chu Toàn Trung phái người sát hại Đường Chiêu Tông.
- 1630 – Tướng lĩnh kháng Thanh của triều Minh là Viên Sùng Hoán bị Sùng Trinh hoàng đế xử tử lăng trì tại Bắc Kinh.
- 1792 – Lịch cộng hòa của Đệ nhất Cộng hòa Pháp bắt đầu theo cách đón trước với "Kỷ nguyên Tự do".
- 1862 – Tổng thống Hoa Kỳ Abraham Lincoln phát hành Tuyên ngôn giải phóng nô lệ, tuyên bố quyền tự do của tất cả nô lệ ở phần lớn lãnh thổ thuộc Liên minh miền Nam, bắt đầu từ năm sau.
- 1965 – Chiến tranh Ấn Độ-Pakistan 1965 kết thúc sau khi Liên Hợp Quốc kêu gọi về một thỏa thuận ngừng bắn.
- 1980 – Iraq xâm chiếm Iran, khởi đầu Chiến tranh Iran-Iraq kéo dài trong tám năm.
- 1985 – Năm quốc gia: Hoa Kỳ, Nhật Bản, Tây Đức, Anh và Pháp ký kết Thỏa ước Plaza tại thành phố New York, giảm giá đồng Đô la Mỹ so với Yên Nhật và đồng Mác Đức.

## Sinh
- 1829 – Tự Đức, vua nhà Nguyễn của Việt Nam (m. 1883)
- 1842 – Henri Émile Sauvage, nhà cổ sinh vật học người Pháp (m. 1917)
- 1863 – Alexandre Yersin, học trò Pasteur, nhà khoa học
- 1912 – Hàn Mặc Tử, nhà thơ Việt Nam. (m. 1940)
- 1942 – David Stern (m. 2020)
- 1977 – Thu Minh, nữ ca sĩ Việt Nam
- 1984 – Thiago Silva, cầu thủ bóng đá người Brasil
- 1985 – Cao Thái Sơn, nam ca sĩ Việt Nam
- 1987 – Tom Felton, nam diễn viên, ca sĩ người Anh
- 1989 – Kim Hyo-yeon, ca sĩ ban nhạc Girls' Generation, Hàn Quốc
- 1994 – Park Jin-young (sinh 1994), ca sĩ nhóm nhạc GOT7
- 1995 – Im Na-yeon, thành viên nhóm nhạc Twice (nhóm nhạc) người Hàn Quốc
- 1999 – Kim Yoo-jung, nữ diễn viên Hàn Quốc
- 1999 – Kim Yo-han, ca sĩ nhóm X
- 2000 – Kim Seungmin, thành viên nhóm nhạc nam Stray Kids người Hàn Quốc

## Mất
- 1864 – Nguyễn Phúc Miên Thể, tước phong Tây Ninh Quận công, hoàng tử con vua Minh Mạng (s. 1829)
- 1913 – Tôn Thất Thuyết, danh tướng Việt Nam (s. 1839)